# Samenstelling Belgische Senaat 1939-1946
De lijst van leden van de Belgische Senaat van 1939 tot 1946. De Senaat telde toen 167 zetels. Op 2 april 1939 werden 101 senatoren rechtstreeks verkozen.  Het nationale kiesstelsel was in die periode gebaseerd op algemeen enkelvoudig stemrecht voor alle mannelijke Belgen van 21 jaar en ouder, volgens een systeem van evenredige vertegenwoordiging op basis van de methode-D'Hondt, gecombineerd met een districtenstelsel. Tevens waren er 44 provinciale senatoren, aangeduid door de provincieraden en 22 gecoöpteerde senatoren. 
De legislatuur liep van 13 april 1939 tot 27 december 1945. Van 10 mei 1940 tot 18 september 1944 werd de parlementaire legislatuur echter onderbroken door de Duitse bezetting tijdens de Tweede Wereldoorlog. 
Tijdens deze legislatuur was de eerst de regering-Pierlot II (april - september 1939) in functie, een meerderheid van katholieken en liberalen. Vervolgens kwamen de regering-Pierlot III (september 1939 - januari 1940), de regering-Pierlot IV (januari - oktober 1940) en de regering-Pierlot V (oktober 1940 - september 1944), telkens meerderheden van katholieken, liberalen en socialisten. Daarna was het aan de regering-Pierlot VI (september - november 1944), een meerderheid van katholieken, liberalen, socialisten, de communisten. De daaropvolgende regering-Pierlot VII (november 1944 - februari 1945) was een meerderheid van katholieken, liberalen en socialisten. Nadien kwam de regering-Van Acker I (februari - augustus 1945), een meerderheid van katholieken, liberalen, socialisten en communisten. De legislatuur eindigde uiteindelijk met de regering-Van Acker II (augustus 1945 - maart 1946), een meerderheid van socialisten, liberalen, communisten en de katholieke afsplitsing UDB, dat enkel in de Kamer vertegenwoordigd was.
De oppositie bestond dus uit de katholieken (vanaf augustus 1945), de socialisten (tot september 1939), de communisten (tot september 1944 en van november 1944 tot februari 1945), de Vlaams-nationalisten (tot september 1944) en de rexisten (tot september 1944).

## Samenstelling
| Begin legislatuur (1939) | Begin legislatuur (1939) | Begin legislatuur (1939) | Begin legislatuur (1939) | Begin legislatuur (1939) | Begin legislatuur (1939) | Einde legislatuur (1946) | Einde legislatuur (1946) | Einde legislatuur (1946) |
| Fractie                  | Fractie                  | Rechtstr.                | Prov.                    | Gec.                     | Tot.                     | Fractie                  | Fractie                  | Zetels                   |
| ------------------------ | ------------------------ | ------------------------ | ------------------------ | ------------------------ | ------------------------ | ------------------------ | ------------------------ | ------------------------ |
|                          | Katholieken              | 38                       | 16                       | 9                        | 63                       |                          | Katholieken              | 63                       |
|                          | Socialisten              | 35                       | 17                       | 9                        | 61                       |                          | Socialisten              | 59                       |
|                          | Liberalen                | 16                       | 5                        | 3                        | 24                       |                          | Liberalen                | 24                       |
|                          | Vlaams-nationalisten     | 8                        | 3                        | 1                        | 12                       |                          | Onafhankelijk            | 2                        |
|                          | Rexisten                 | 1                        | 3                        | 0                        | 4                        |                          | Communisten              | 1                        |
|                          | Communisten              | 3                        | 0                        | 0                        | 3                        |                          |                          |                          |

Wijzigingen in fractiesamenstelling:
- Na de oorlog keerden een aantal parlementsleden niet meer terug. De communistische verkozenen Walther Noël en Valentin Tincler (beiden rechtstreeks gekozen senatoren) waren in Duitse gevangenschap overleden en werden niet vervangen door een opvolger. De twaalf Vlaams-nationalistische verkozenen[1], de REX-verkozenen Joseph Mignolet en Léon Brunet (beiden provinciale senatoren) en de socialistische verkozenen Hendrik De Man en Joseph Bologne (beiden gecoöpteerde senatoren) waren vanwege hun omstreden gedragingen in de Tweede Wereldoorlog niet meer gewenst in het parlement. Bologne en Borginon kwamen na de Bevrijding echter nog naar de Senaat om zich te verdedigen tegen de opheffing van hun parlementaire onschendbaarheid en Edmond Van Dieren woonde voor de opheffing van zijn parlementaire onschendbaarheid in augustus 1945 nog verschillende keren parlementaire zittingen bij.
- Vanaf 1944 zetelen de voormalige REX-verkozenen Raymond Boon en Georges Vigneron als onafhankelijken.

## Lijst van de senatoren
| Senator                         | Partij             | Aanduiding                   | Kieskring                                   | Provincie       | Opmerkingen |
| ------------------------------- | ------------------ | ---------------------------- | ------------------------------------------- | --------------- | --- |
| Jean-Joseph De Clercq           | Katholiek          | Rechtstreeks gekozen senator | Antwerpen                                   | -               | Secretaris. |
| Emmanuel Temmerman              | Katholiek          | Rechtstreeks gekozen senator | Antwerpen                                   | -               | |
| Justin Houben                   | Katholiek          | Rechtstreeks gekozen senator | Antwerpen                                   | -               | |
| Jean Speth                      | Liberaal           | Rechtstreeks gekozen senator | Antwerpen                                   | -               | Vervangt vanaf 20 september 1944 de overleden Léon Dens. |
| Edward Van Eyndonck             | Socialist          | Rechtstreeks gekozen senator | Antwerpen                                   | -               | |
| Karel Van Damme                 | Socialist          | Rechtstreeks gekozen senator | Antwerpen                                   | -               | Vervangt vanaf 4 december 1945 de overleden Edward Claessens. |
| Jean Longville                  | Socialist          | Rechtstreeks gekozen senator | Antwerpen                                   | -               | |
| Lodewijk Rombaut                | Socialist          | Rechtstreeks gekozen senator | Antwerpen                                   | -               | |
| Lodewijk Goemans                | Vlaams-nationalist | Rechtstreeks gekozen senator | Antwerpen                                   | -               | |
| Joseph Van Cauwenbergh          | Katholiek          | Rechtstreeks gekozen senator | Mechelen-Turnhout                           | -               | Voorzitter van de commissie Volksgezondheid. |
| August De Boodt                 | Katholiek          | Rechtstreeks gekozen senator | Mechelen-Turnhout                           | -               | |
| Edmond Leysen                   | Katholiek          | Rechtstreeks gekozen senator | Mechelen-Turnhout                           | -               | |
| Petrus Liénard                  | Liberaal           | Rechtstreeks gekozen senator | Mechelen-Turnhout                           | -               | Vervangt vanaf 5 juni 1945 de overleden Arthur Vanderpoorten. |
| Joseph Van Roosbroeck           | Socialist          | Rechtstreeks gekozen senator | Mechelen-Turnhout                           | -               | Secretaris. |
| Edmond Van Dieren               | Vlaams-nationalist | Rechtstreeks gekozen senator | Mechelen-Turnhout                           | -               | Voorzitter van de Vlaams-nationalistische fractie tot 20 september 1944.                                                                                                 |
| Paul Crokaert                   | Katholiek          | Rechtstreeks gekozen senator | Brussel                                     | -               | Voorzitter van de commissie Landsverdediging. |
| Georges Cools de Juglart        | Katholiek          | Rechtstreeks gekozen senator | Brussel                                     | -               | |
| Valentin Brifaut                | Katholiek          | Rechtstreeks gekozen senator | Brussel                                     | -               | Vervangt vanaf 20 september 1944 de overleden Leon Coenen. |
| Augustin De Maeght              | Katholiek          | Rechtstreeks gekozen senator | Brussel                                     | -               | Vanaf 11 november 1944 voorzitter van de commissie PTT. |
| Oscar Bossaert                  | Liberaal           | Rechtstreeks gekozen senator | Brussel                                     | -               | Vervangt vanaf 27 december 1945 Fernand Demets, die provinciegouverneur van Brabant wordt. Demets was secretaris tot 27 september 1944.                                  |
| Octave Dierckx                  | Liberaal           | Rechtstreeks gekozen senator | Brussel                                     | -               | Secretaris vanaf 4 oktober 1944. |
| Robert Catteau                  | Liberaal           | Rechtstreeks gekozen senator | Brussel                                     | -               | Voorzitter van de commissie Openbaar Onderwijs. |
| Eugène Flagey                   | Liberaal           | Rechtstreeks gekozen senator | Brussel                                     | -               | |
| Marius Renard                   | Socialist          | Rechtstreeks gekozen senator | Brussel                                     | -               | |
| Victor Vermeire                 | Socialist          | Rechtstreeks gekozen senator | Brussel                                     | -               | Vervangt vanaf 20 september 1944 de overleden Pierre Lalemand. |
| Amédée Doutrepont               | Socialist          | Rechtstreeks gekozen senator | Brussel                                     | -               | |
| William Van Remoortel           | Socialist          | Rechtstreeks gekozen senator | Brussel                                     | -               | |
| Raymond Boon                    | Rexist             | Rechtstreeks gekozen senator | Brussel                                     | -               | Zetelt vanaf 20 september 1944 als onafhankelijke. Boon was tot 20 september 1944 voorzitter van de rexistische fractie.                                                 |
| Pierre Finné                    | Vlaams-nationalist | Rechtstreeks gekozen senator | Brussel                                     | -               | |
| Jean Taillard                   | Communist          | Rechtstreeks gekozen senator | Brussel                                     | -               | Vervangt vanaf 21 augustus 1945 de overleden Isidore Heyndels. Heydens was tot aan zijn dood op 22 december 1942 voorzitter van de communistische fractie.               |
| Louis Verheyden                 | Katholiek          | Rechtstreeks gekozen senator | Leuven                                      | -               | |
| Victor De Wals                  | Katholiek          | Rechtstreeks gekozen senator | Leuven                                      | -               | |
| Paul Kronacker                  | Liberaal           | Rechtstreeks gekozen senator | Leuven                                      | -               | Vervangt vanaf 14 november 1939 Lucien Beauduin, die voltijds burgemeester van Lubbeek wordt. Beauduin was quaestor tot 4 november 1939.                                 |
| Henri Corbeels                  | Socialist          | Rechtstreeks gekozen senator | Leuven                                      | -               | |
| Alfred Leurquin                 | Liberaal           | Rechtstreeks gekozen senator | Nijvel                                      | -               | |
| Jules Hans                      | Socialist          | Rechtstreeks gekozen senator | Nijvel                                      | -               | |
| Victor Van Hoestenberghe        | Katholiek          | Rechtstreeks gekozen senator | Brugge                                      | -               | |
| Arthur Verbrugge                | Socialist          | Rechtstreeks gekozen senator | Brugge                                      | -               | |
| Marcel Sobry                    | Katholiek          | Rechtstreeks gekozen senator | Veurne-Diksmuide-Oostende                   | -               | |
| Edouard Van Vlaenderen          | Socialist          | Rechtstreeks gekozen senator | Veurne-Diksmuide-Oostende                   | -               | |
| René Colle                      | Katholiek          | Rechtstreeks gekozen senator | Roeselare-Tielt                             | -               | Vervangt vanaf 17 juli 1945 Charles Gillès de Pelichy, die om gezondheidsredenen ontslag neemt.                                                                          |
| René Desmedt                    | Katholiek          | Rechtstreeks gekozen senator | Roeselare-Tielt                             | -               | Vervangt vanaf 5 december 1939 Antoon Wittevrongel. Daarvoor was Desmedt tot 4 december 1939 provinciaal senator.                                                        |
| Léon De Lille                   | Vlaams-nationalist | Rechtstreeks gekozen senator | Roeselare-Tielt                             | -               | |
| Gaston Gustave Bossuyt          | Katholiek          | Rechtstreeks gekozen senator | Kortrijk-Ieper                              | -               | |
| Gilbert Mullie                  | Katholiek          | Rechtstreeks gekozen senator | Kortrijk-Ieper                              | -               | Ondervoorzitter en voorzitter van de commissie Landbouw. |
| Joseph Clays                    | Socialist          | Rechtstreeks gekozen senator | Kortrijk-Ieper                              | -               | Vervangt vanaf 6 december 1944 de overleden Joseph Coole. |
| Jeroom Leuridan                 | Vlaams-nationalist | Rechtstreeks gekozen senator | Kortrijk-Ieper                              | -               | Vervangt vanaf 18 april 1939 Benoni Vermeulen, die verkiest om gedeputeerde van West-Vlaanderen te blijven. Leuridan overleed op 26 juli 1945, maar werd niet vervangen. |
| Fernand van Ackere              | Katholiek          | Rechtstreeks gekozen senator | Gent-Eeklo                                  | -               | |
| Edmond Ronse                    | Katholiek          | Rechtstreeks gekozen senator | Gent-Eeklo                                  | -               | |
| Joseph Fobe                     | Katholiek          | Rechtstreeks gekozen senator | Gent-Eeklo                                  | -               | |
| Alfred Vander Stegen            | Liberaal           | Rechtstreeks gekozen senator | Gent-Eeklo                                  | -               | |
| Emile Vergeylen                 | Socialist          | Rechtstreeks gekozen senator | Gent-Eeklo                                  | -               | |
| Achiel Verstraete               | Vlaams-nationalist | Rechtstreeks gekozen senator | Gent-Eeklo                                  | -               | |
| Alfons Du Bois                  | Katholiek          | Rechtstreeks gekozen senator | Dendermonde-Sint-Niklaas                    | -               | Vervangt vanaf 20 september 1944 de overleden Joris Devos. Joris Devos was secretaris tot aan zijn dood op 4 november 1942.                                              |
| Adrien Claus                    | Katholiek          | Rechtstreeks gekozen senator | Dendermonde-Sint-Niklaas                    | -               | |
| Alfons Pincé                    | Socialist          | Rechtstreeks gekozen senator | Dendermonde-Sint-Niklaas                    | -               | |
| Jules De Brouwer                | Socialist          | Rechtstreeks gekozen senator | Dendermonde-Sint-Niklaas                    | -               | |
| Joseph De Clercq                | Katholiek          | Rechtstreeks gekozen senator | Oudenaarde-Aalst                            | -               | Quaestor. |
| Gomar Van de Wiele              | Liberaal           | Rechtstreeks gekozen senator | Oudenaarde-Aalst                            | -               | Quaestor vanaf 14 november 1939. |
| Guillaume Denauw                | Socialist          | Rechtstreeks gekozen senator | Oudenaarde-Aalst                            | -               | |
| Albert D'Haese                  | Vlaams-nationalist | Rechtstreeks gekozen senator | Oudenaarde-Aalst                            | -               | |
| Henri de la Barre d'Erquelinnes | Katholiek          | Rechtstreeks gekozen senator | Bergen-Zinnik                               | -               | Quaestor tot 26 september 1944. |
| Louis Catala                    | Katholiek          | Rechtstreeks gekozen senator | Bergen-Zinnik                               | -               | |
| Henry Delanney                  | Liberaal           | Rechtstreeks gekozen senator | Bergen-Zinnik                               | -               | Vervangt vanaf 20 september 1944 de overleden Pol-Clovis Boël. Boël was tot aan zijn dood op 13 juli 1941 voorzitter van de commissie Openbare Werken.                   |
| Hyacinthe Harmegnies            | Socialist          | Rechtstreeks gekozen senator | Bergen-Zinnik                               | -               | |
| Jules Roland                    | Socialist          | Rechtstreeks gekozen senator | Bergen-Zinnik                               | -               | |
| Alexandre Spreutel              | Socialist          | Rechtstreeks gekozen senator | Bergen-Zinnik                               | -               | |
| Auguste Criquelion              | Liberaal           | Rechtstreeks gekozen senator | Doornik-Aat                                 | -               | |
| Albert Moulin                   | Socialist          | Rechtstreeks gekozen senator | Doornik-Aat                                 | -               | |
| Henri Carton de Tournai         | Katholiek          | Rechtstreeks gekozen senator | Doornik-Aat                                 | -               | |
| Léon Guinotte                   | Liberaal           | Rechtstreeks gekozen senator | Charleroi-Thuin                             | -               | |
| René de Dorlodot                | Katholiek          | Rechtstreeks gekozen senator | Charleroi-Thuin                             | -               | |
| Léon Matagne                    | Socialist          | Rechtstreeks gekozen senator | Charleroi-Thuin                             | -               | Secretaris tot 5 januari 1940. |
| Edmond Yernaux                  | Socialist          | Rechtstreeks gekozen senator | Charleroi-Thuin                             | -               | |
| Louis Bernard                   | Socialist          | Rechtstreeks gekozen senator | Charleroi-Thuin                             | -               | |
| Émile Demoulin                  | Socialist          | Rechtstreeks gekozen senator | Charleroi-Thuin                             | -               | |
| Valentin Tincler                | Communist          | Rechtstreeks gekozen senator | Charleroi-Thuin                             | -               | Tincler overlijdt op 7 augustus 1942, maar wordt niet meer vervangen. |
| Joseph Hanquet                  | Katholiek          | Rechtstreeks gekozen senator | Luik                                        | -               | Secretaris. |
| François Logen                  | Socialist          | Rechtstreeks gekozen senator | Luik                                        | -               | Vervangt vanaf 20 september 1944 de overleden Hubert Rogister. Daarvoor was Logen provinciaal senator. Logen is voorzitter van de commissie Economische Zaken.           |
| Charles Van Belle               | Socialist          | Rechtstreeks gekozen senator | Luik                                        | -               | Quaestor en vanaf 11 november 1944 voorzitter van de commissie Openbare Werken.                                                                                          |
| Alfred Laboulle                 | Socialist          | Rechtstreeks gekozen senator | Luik                                        | -               | |
| Auguste Buisseret               | Liberaal           | Rechtstreeks gekozen senator | Luik                                        | -               | |
| Olympe Gilbart                  | Liberaal           | Rechtstreeks gekozen senator | Luik                                        | -               | |
| Walther Noël                    | Communist          | Rechtstreeks gekozen senator | Luik                                        | -               | Noël overlijdt op 3 augustus 1942, maar wordt niet meer vervangen. |
| Joseph Nihoul                   | Katholiek          | Rechtstreeks gekozen senator | Hoei-Borgworm                               | -               | |
| Guillaume Joachim               | Socialist          | Rechtstreeks gekozen senator | Hoei-Borgworm                               | -               | |
| André Simonis                   | Katholiek          | Rechtstreeks gekozen senator | Verviers                                    | -               | |
| Léonard Ohn                     | Socialist          | Rechtstreeks gekozen senator | Verviers                                    | -               | |
| Louis Gob                       | Socialist          | Rechtstreeks gekozen senator | Verviers                                    | -               | |
| Joseph Smets                    | Katholiek          | Rechtstreeks gekozen senator | Hasselt-Tongeren-Maaseik                    | -               | |
| Georges Meyers                  | Katholiek          | Rechtstreeks gekozen senator | Hasselt-Tongeren-Maaseik                    | -               | |
| Jean Thenaers                   | Katholiek          | Rechtstreeks gekozen senator | Hasselt-Tongeren-Maaseik                    | -               | |
| Jef Deumens                     | Vlaams-nationalist | Rechtstreeks gekozen senator | Hasselt-Tongeren-Maaseik                    | -               | |
| Hubert Pierlot                  | Katholiek          | Rechtstreeks gekozen senator | Aarlen-Marche-Bastenaken-Neufchâteau-Virton | -               | |
| Pierre Nothomb                  | Katholiek          | Rechtstreeks gekozen senator | Aarlen-Marche-Bastenaken-Neufchâteau-Virton | -               | |
| Auguste Devaux                  | Socialist          | Rechtstreeks gekozen senator | Aarlen-Marche-Bastenaken-Neufchâteau-Virton | -               | Vervangt vanaf 20 september 1944 de overleden Daniel Clesse. |
| Maurice Servais                 | Katholiek          | Rechtstreeks gekozen senator | Namen-Dinant-Philippeville                  | -               | |
| Hyacinthe Housiaux              | Katholiek          | Rechtstreeks gekozen senator | Namen-Dinant-Philippeville                  | -               | |
| Léon Sasserath                  | Liberaal           | Rechtstreeks gekozen senator | Namen-Dinant-Philippeville                  | -               | |
| Edouard Ronvaux                 | Socialist          | Rechtstreeks gekozen senator | Namen-Dinant-Philippeville                  | -               | |
| Henri Disière                   | Socialist          | Rechtstreeks gekozen senator | Namen-Dinant-Philippeville                  | -               | |
| Lodewijk Smits                  | Katholiek          | Provinciaal senator          | -                                           | Antwerpen       | |
| Jozef Fehrenbach                | Katholiek          | Provinciaal senator          | -                                           | Antwerpen       | |
| Emiel Van Hamme                 | Katholiek          | Provinciaal senator          | -                                           | Antwerpen       | Vervangt vanaf 14 februari 1945 de overleden Karel Dessain. Dessain was tot aan zijn dood op 5 september 1944 voorzitter van de commissie PTT.                           |
| Robert Godding                  | Liberaal           | Provinciaal senator          | -                                           | Antwerpen       | |
| Georges Barnich                 | Socialist          | Provinciaal senator          | -                                           | Antwerpen       | |
| Herman Vos                      | Socialist          | Provinciaal senator          | -                                           | Antwerpen       | |
| Daniel Leyniers                 | Katholiek          | Provinciaal senator          | -                                           | Brabant         | Ondervoorzitter en voorzitter van de commissie Koloniën. |
| Cyrille Van Overbergh           | Katholiek          | Provinciaal senator          | -                                           | Brabant         | Voorzitter van de commissie Financiën en tot 9 mei 1939 voorzitter van de katholieke fractie.                                                                            |
| Emile Vinck                     | Socialist          | Provinciaal senator          | -                                           | Brabant         | Ondervoorzitter, voorzitter van de commissie Binnenlandse Zaken en voorzitter van de socialistische fractie.                                                             |
| Albert Forton                   | Socialist          | Provinciaal senator          | -                                           | Brabant         | |
| Georges Donvil                  | Socialist          | Provinciaal senator          | -                                           | Brabant         | |
| Paul Henricot                   | Liberaal           | Provinciaal senator          | -                                           | Brabant         | Voorzitter van de liberale fractie. |
| Marcel Loumaye                  | Liberaal           | Provinciaal senator          | -                                           | Brabant         | |
| Léon Brunet                     | Rexist             | Provinciaal senator          | -                                           | Brabant         | |
| Gerard Neels                    | Katholiek          | Provinciaal senator          | -                                           | West-Vlaanderen | |
| Alfons Van Coillie              | Katholiek          | Provinciaal senator          | -                                           | West-Vlaanderen | Vervangt vanaf 17 januari 1940 René Desmedt, die rechtstreeks gekozen senator wordt.                                                                                     |
| Edgard Missiaen                 | Socialist          | Provinciaal senator          | -                                           | West-Vlaanderen | Quaestor van 13 maart tot 2 mei 1945. |
| Marcel Vandenbulcke             | Vlaams-nationalist | Provinciaal senator          | -                                           | West-Vlaanderen | |
| Maurice Orban                   | Katholiek          | Provinciaal senator          | -                                           | Oost-Vlaanderen | |
| Gustaaf Gabriël                 | Katholiek          | Provinciaal senator          | -                                           | Oost-Vlaanderen | |
| Laurent De Wilde                | Liberaal           | Provinciaal senator          | -                                           | Oost-Vlaanderen | |
| Frans Toch                      | Socialist          | Provinciaal senator          | -                                           | Oost-Vlaanderen | Voorzitter van de commissie Verkeerswezen. |
| Adolphe Demets                  | Socialist          | Provinciaal senator          | -                                           | Oost-Vlaanderen | |
| Adiel Debeuckelaere             | Vlaams-nationalist | Provinciaal senator          | -                                           | Oost-Vlaanderen | |
| Paul Gendebien                  | Katholiek          | Provinciaal senator          | -                                           | Henegouwen      | |
| Joseph Tirou                    | Liberaal           | Provinciaal senator          | -                                           | Henegouwen      | |
| Joseph Bouilly                  | Socialist          | Provinciaal senator          | -                                           | Henegouwen      | Secretaris vanaf 27 februari 1940. |
| Jean Van Laerhoven              | Socialist          | Provinciaal senator          | -                                           | Henegouwen      | |
| Jules Casterman                 | Socialist          | Provinciaal senator          | -                                           | Henegouwen      | |
| Fernand Delecluse               | Socialist          | Provinciaal senator          | -                                           | Henegouwen      | Vervangt vanaf 9 oktober 1945 de overleden Numa Goblet. |
| Fernand Petit                   | Katholiek          | Provinciaal senator          | -                                           | Luik            | |
| Léon-Eli Troclet                | Socialist          | Provinciaal senator          | -                                           | Luik            | Vervangt vanaf 14 februari 1945 François Logen, die rechtstreeks gekozen senator wordt. Logen is voorzitter van de commissie Economische Zaken.                          |
| Rodolphe Bernard                | Socialist          | Provinciaal senator          | -                                           | Luik            | |
| Émile Jamoulle                  | Socialist          | Provinciaal senator          | -                                           | Luik            | |
| Joseph Mignolet                 | Rexist             | Provinciaal senator          | -                                           | Luik            | |
| Andreas Clercx                  | Katholiek          | Provinciaal senator          | -                                           | Limburg         | Vervangt vanaf 14 februari 1945 de overleden Edouard Janssens. |
| Georges Vanhonsebrouck          | Katholiek          | Provinciaal senator          | -                                           | Limburg         | |
| Joseph Lysens                   | Vlaams-nationalist | Provinciaal senator          | -                                           | Limburg         | |
| François Galderoux              | Katholiek          | Provinciaal senator          | -                                           | Luxemburg       | |
| Etienne Orban de Xivry          | Katholiek          | Provinciaal senator          | -                                           | Luxemburg       | |
| Georges Vigneron                | Rexist             | Provinciaal senator          | -                                           | Luxemburg       | Zetelt vanaf 20 september 1944 als onafhankelijke. |
| Léon Legrand                    | Katholiek          | Provinciaal senator          | -                                           | Namen           | |
| Barthélémy Molet                | Socialist          | Provinciaal senator          | -                                           | Namen           | |
| Henri Bernard                   | Socialist          | Provinciaal senator          | -                                           | Namen           | |
| Romain Moyersoen                | Katholiek          | Gecoöpteerd senator          | -                                           | -               | Vanaf 9 mei 1939 voorzitter van de katholieke fractie. |
| Maria Baers                     | Katholiek          | Gecoöpteerd senator          | -                                           | -               | Secretaris vanaf 4 oktober 1944. |
| Joseph Pholien                  | Katholiek          | Gecoöpteerd senator          | -                                           | -               | |
| Pieter-Jan Broekx               | Katholiek          | Gecoöpteerd senator          | -                                           | -               | |
| Georges Rutten                  | Katholiek          | Gecoöpteerd senator          | -                                           | -               | |
| Léon Hardy                      | Katholiek          | Gecoöpteerd senator          | -                                           | -               | Vervangt vanaf 29 mei 1945 de overleden Georges Limage. |
| Edgard De Bruyne                | Katholiek          | Gecoöpteerd senator          | -                                           | -               | |
| Pierre-Hubert David             | Katholiek          | Gecoöpteerd senator          | -                                           | -               | Vanaf 4 oktober 1944 quaestor. |
| Pierre De Smet                  | Katholiek          | Gecoöpteerd senator          | -                                           | -               | |
| Robert Gillon                   | Liberaal           | Gecoöpteerd senator          | -                                           | -               | Senaatsvoorzitter en voorzitter van de commissie Buitenlandse Zaken. |
| François Olyff                  | Liberaal           | Gecoöpteerd senator          | -                                           | -               | |
| Emile Coulonvaux                | Liberaal           | Gecoöpteerd senator          | -                                           | -               | |
| Marie Janson                    | Socialist          | Gecoöpteerd senator          | -                                           | -               | |
| Joseph Bologne                  | Socialist          | Gecoöpteerd senator          | -                                           | -               | |
| Henri Rolin                     | Socialist          | Gecoöpteerd senator          | -                                           | -               | Voorzitter van de commissie Justitie. |
| Corneille Mertens               | Socialist          | Gecoöpteerd senator          | -                                           | -               | |
| Pierre Diriken                  | Socialist          | Gecoöpteerd senator          | -                                           | -               | Quaestor tot 13 maart 1945, een functie die hij opnieuw uitoefende vanaf 2 mei 1945. Afwezig tot mei 1945 omdat hij opgesloten zat in Buchenwald.                        |
| Arthur Jauniaux                 | Socialist          | Gecoöpteerd senator          | -                                           | -               | Voorzitter van de commissie Arbeid en Sociale Voorzorg. |
| Piet Vermeylen                  | Socialist          | Gecoöpteerd senator          | -                                           | -               | Vervangt vanaf 6 maart 1945 de overleden August Vermeylen. |
| Ernest Rongvaux                 | Socialist          | Gecoöpteerd senator          | -                                           | -               | Vervangt vanaf 27 november 1945 de overleden François André. |
| Hendrik De Man                  | Socialist          | Gecoöpteerd senator          | -                                           | -               | |
| Hendrik Borginon                | Vlaams-nationalist | Gecoöpteerd senator          | -                                           | -               | |